# 한글 워드프로세서 버전 1.0
한글 워드프로세서 버전 1.0은 1982년에 박현철이 개발한 대한민국 최초의 한글 워드프로세서이다. 1982년으로 당시 서울북공업고등학교(현 서울도시과학기술고등학교) 전자과 2학년이었던 박현철이 개발한 것이다. 현재 기준으로 보면 기능이 매우 미약해서 이것도 "워드 프로세서"냐고 말 할 수 있지만 당시로서는 한글을 입력하고 편집해서 출력할 수 있다는 것만으로도 매우 획기적인 개발로 인정되었다.(1983년 삼보컴퓨터 이용태사장 인터뷰)

## 명칭
대한민국 컴퓨터 도입 초기라 소프트웨어에 이름을 붙인다고 생각 못하던 때라 영문으로 "HANGUL WORD PROCESSOR VERSION 1.0"이라고 불렸다. 한글로 "한글 워드 프로세서 버전 1.0"으로 불렸다. VERSION이라는 표현도 생소해서 사람들은 VISION을 잘못 적은 것 아니냐고 묻기도 했다. 어떤 제품이 나오고 판을 갱신하는(Version Upgrade) 개념이 없던 시절이라 1.0이라는 숫자에 대한 해석도 다양했다. "한글 워드 프로세서"는 물론이고 "워드 프로세서"라는 것조차 생소하던 시절이라 언론에서는 "한글 처리기", "한글 문서 처리기", "한글 문서 편집기", "한글 편집기"등으로 불렸다

## 기능
- 한글/영어 입력 :문서 내부에서 한글과 영어를 입력할 수 있었다. 지금은 너무 당연한 것이지만 당시까지 한글을 입력해서 문서를 편집할 수 없었다.[1]
- 줄 단위 추가/삭제: 한글 문장을 입력한 후 문장을 수정할 경우 글자 단위가 아닌 한줄 단위로 추가/삭제할 수 있었다.
- 문서 전후좌우 이동: 화면내에서 커서(Cursor)를 위,아래,오른쪽,왼쪽으로 옮겨 다닐 수 있었다.
- 표 작성 기능: 사각형 구조를 갖는 표를 작성할 수 있었다.
- 인쇄: 당시까지 한글 인쇄는 큐닉스 컴퓨터에서 나온 한글 프린터 모듈을 사용해야 했지만 이 장치 없이 소프트웨어 만으로 인쇄할 수 있었다.
- 문서 저장 및 불러 오기 :한글과 영어로 입력한 문장을 저장하고 불러 올 수 있었다.
- 쪽(Page) 번호 및 출력 양식 지정 기능: 문서를 쪽(Page)단위로 인쇄하고, 쪽(Page) 번호를 위치를 지정해 출력 할 수 있었다.
- 문서 저장하고 불러오기: 문서를 플로피 디스켓이나 녹음용 테이프에 저장하고 불러올 수 있었다.

## 개발과정 및 보급

### 개발 계기
당시 고등학생이던 개발자 박현철은 컴퓨터를 배우면서 가장 어려웠던 것이 모든 것을 영어로 입력해야 한다는 것이었다고 한다. 그래서 컴퓨터가 대한민국에 보급되게 하려면 한글을 쓸 수 있게 해줘야 한다고 생각해서 개발하게 되었다고 한다. 특히 한글을 개발할 수 있었던 것은 당시 광운대학교 학생이던 "서 정"이라는 분 때문이라고 한다. 두 사람 모두 학생 신분이라 개발자 박현철군은 대학생 서정에게 세종문화회관 돌계단에 앉아어 컴퓨터 교육을 받기도 했다고 한다.

### 개발 시작
학교에 컴퓨터를 설치하러 왔던 엘렉스(나중에 삼보컴퓨터와 합병) 직원들이 회사를 방문하라고 요구해서 광화문 구세군회관에 있던 엘렉스를 방문해서 당시 사장이던 이용태 사장을 만났는데 "직원들에게 이야기를 들었는데 뭐를 개발해 보고 싶냐?"고 물어서 "한글 워드 프로세서"를 개발해 보고 싶다고 했더니 "워드 프로세서가 뭔지 아느냐?"라는 질문을 받았고 이런 이런 기능을 한다고 답했고 그럼 한글을 입력할 수 있느냐고 해서 "서정이라는 분에게 배워서 할 수 있다"고 답하고 "오토마타(Automata)","라스터 폰트(Raster Font)" 같은 단어를 들어 설명하자 "그럼 어떻게 해주면 되겠냐?"고 해서 "컴퓨터 만 쓸 수 있게 해달라"고 해서 그때부터 방과 후 엘렉스를 찾아가 개발을 시작해서 1982년 9월 25일 공식 개발 완료했다.

### 한글 글꼴(FONT) 만들기
한글 글꼴이 없어 모눈종이를 사용해 한글 자소를 그린 후 그 값을 16진수로 바꿔서 컴퓨터 입력하는 과정을 거쳤다. 당시 사용한 글꼴은 조합형 글꼴로 초성, 중성, 종성을 조합해서 글자를 완성했다. 화면용과 프린터 출력용 구분이 따로 없이 한 글꼴을 사용했다.
애플 ][ 플러스 컴퓨터 화면 해상도는 가로 280도트, 세로 192도트로 구성되어 있어서 한글을 가로 20자 세로 12줄을 표시할 수 있었으며 한글 한글자는 가로 14, 세로 16비트로 구성되었다.

### 보급하기
개발이 완료되고 삼보컴퓨터(삼보 컴퓨터, 엘렉스, KSI)가 조건을 물었을 때 개발자는 대한민국에 컴퓨터가 많이 보급되려면 무상 보급하는 것이 좋을 것 같다고 말하고 저장매체인 플로피 디스켓을 가져오면 공짜로 디스켓을 가져오지 않으면 5000원을 받는 것으로 해 줬으면 한다고 이야기 했고 이것을 삼보컴퓨터가 받아들이고 장학금 명목으로 50만원을 지급했다고 한다.
그런데 이 워드프로세서를 세운상가등 청계천에 있던 컴퓨터 판매상들이 2만원씩 손님들에게 받고 팔아서 나중에 개발자에게 험한 소리를 한 사람도 있다고 한다. 개발자는 삼보컴퓨터에만 제공했고 그것도 무상 보급을 조건으로 했기에 자기에게 돌아오는 수익금이 없는데도 사람들은 오해를 한 것이다.
이것이 어떻게 보면 대한민국 최초 "한글 워드 프로세서" 이면서 "무상 소프트웨어"라고 말할 수 있다.
보급 경로를 인정 받아 당시 문화교육부(현 교육부) 장관인 이규호 장관으로부터 표창을 1983년 1월에 수상했다.
당시 이규호 장관이 "어떻게 하면 우리나라 학생들이 컴퓨터로 성공할 수 있겠나요?"라는 질문에 "컴퓨터가 비싸서 접하기 힘드니 나라에서 컴퓨터를 무상으로 학교에 보급해 주면 좋겠습니다"하고 이야기했고 이것이 정책으로 입안되어 "컴퓨터 5000대 고등학교 무상 보급 사업"이 시작되었다.
박현철이 다니던 고등학교에는 비록 박현철이 사용하지는 못했지만 전산실을 마련해 주었다.